# Јуриј II Всеволодович
Јуриј II Всеволодович, Георгиј II Всеволодович или Ђорђе II Всеволодович (26. новембар 1188, Суздаљ — 4. март 1238, Сит), је био пети велики кнез Владимира (1212—1216 и 1217—1238) из династије Рјурковича. Отац му је био Всеволд III, а мајка Марија Шварновна. Јуриј II Владимирски био је велики кнез Владимира-Суздаљског у време монголске инвазије на Русију. Погинуо је 4. марта 1238. у боју против Монгола на реци Сити

## Прва владавина
По смрти Всеволода, његово многобројно потомство — због кога су га назвали Многородни Всеволод — завадило се, те се његове државе цепкају на неколико кнежевина. Јуриј, најстарији кнез Суздаља задржава титулу великога кнеза, али губи сваку власт над млађом браћом, која се у својим покрајинама понашају као самостални господари.
Против Јурија се диже нови непријатељ Мстислав Мстиславич звани Јунак (Удалой), кнез торопски, праунук Мономахов, анархиста своје врсте, вечити борац против апсолутизма великих кнежева владимирских, савезник Новгородске Републике. Мстислав је склопио савез и са Константином, старијим Всеволдовим сином, коме је Јуриј одузео право наслеђа након саветовања са духовништвом и свима људима (то је била нека врста земаљског сабора). Изгубивши значајну Липецку битку (1216) Јуриј је изгубио и кнежевску столицу.

## Друга владавина
После Константинове смрти (1217) Јуриј се вратио на столицу великог кнеза владимирског, држао је у својој власти и Новгород, те је мирно владао, посредно и непосредно, над великим делом Русије. Године 1221. он је саградио град Њижњи Новгород.
И тако, са опадањем Кијевске велике кнежевине и стварањем нових политичких центара, живот руских покрајина, почев од XIII века, постаје међусобно различит. Ове супротности још се појачавају после једне нове несреће, најезде Татара.

### Татари
Татаре који лутају по Монголији крајем XII и почетком XIII столећа ујединио Темуџин (1154—1227), који се назвао Џингис-кан тј. велики кан (1206). О Татарима пише један кинески писац, савременик Џингисканов, следеће:
Татари се рађају и расту у седлу и на коњу; они се сами уче војничкој борби, јер цели свој живот проводе у лову. Зато немају пешадије, него само коњицу. Војске се може прикупити код њих неколико стотина хиљада. Готово нема код њих службеног дописивања, али сви, почев од врховног заповедника па до начелника хиљаде, стотине и десетине управљају лично. Сваки пут кад они хоће да заузму велики град, они прво наваљују на мања места, па, заробивши њихове становнике, гоне их на опсаду. Зато издају наредбу да сваки коњаник зароби десет људи; кад је овај број попуњен, сваки човек узима извесну количину траве или дрва, земље, камена; њих терају дан и ноћ, убијајући заостале. Приликом опсаде не штеде ни десетине хиљада жртава, и зато градови бивају увек заузети. По заузећу њиховом убијају, не штедећи, све, без обзира на то, да ли су стари или млади, лепи или ружни, сиромаси или богати, да ли се њима противе или не; никаква знаменита личност не може да избегне смртну казну ако им се она одупирала. После заузећа града деле плен сразмерно броју учесника у нападу између виших и нижих. Татарска земља богата је водама и травом, згодна је за коње и овце које им служе за храну; само кобиље млеко (кумис) довољно је да подмири глад и жеђ.

### Прва татарска инвазија
Џингис-кан је постао владар целе Монголије, са својим хордама је продро у Северну Кину и 1219. год. већ је освојило Бухару у средњој Азији. Гонећи испред себе бухарског емира татарски одреди прошли су кроз Северну Персију, Грузију, Кавкаске планине, па су се појавили у јужноруским степама где су онда лутали Кумани или Половци. Кумани позваше у помоћ руске кнежеве Кијева, Черњихова, Галича и других јужних области, који су се у великом броју одазвали том позиву бојећи се да ће и они бити нападнути ако Половци буду побеђени, иако су, према извештају летописа, татарске вође Чепе и Субудај Богодур поручивали руским кнежевима:
Дошли смо вољом божјом на наше робове и коњушаре, на гадне Кумане; с нама пак ви склопите мир, немамо рата са вама.
Руси сакупљају велику војску и полазе у сусрет Татарима. На реци Калци (сада Калмиусу), која се улива у Азовско Море, дошло је до одлучне битке, у којој су Руси, 1223. године, потучени до ногу, а руски кнежеви који су остали живи и заробљени подвргнути су нечовечним мучењима. Али Татари, не искоришћујући своју победу, окрећу се назад и ишчезавају у степама. Руси, који чак нису могли ни да увиде какви су њихови победиоци, виде у овоме догађају само једну кратку и пролазну буру; али се татарска опасност поново јавља после неколико година.

### Друга татарска најезда
Године 1227. Џингис-кан умире, и ускоро потом његов наследник Огатај шаље свог нећака Бату-кана, или Батија, у завојевачки поход на запад. Са Батијем је упутио и оног од раније познатога Субудаја. Године 1235. и 1236. Батијеве хорде појављују се на левој обали Волге и подјармљују Бугаре са Волге. У зиму 1237 оне прелазе залеђену реку и приближују се области Рјазања од које траже да се покори и да им плаћа данак; а кад је она то одбила, оне је опкољавају и пустоше, врше покољ становништва или га одводе у ропство. Рјазањски кнежеви долазе журно, али се не усуђују да нападну тако бројног непријатеља, јер ниједан од руских кнежева није се одазвао позиву рјазанских кнежева, да им помогне, и склањају се у своје утврђене вароши, које Татари помоћу справа за разбијање зидова заузимају на јуриш. Из Рјазањске области Батиј продире у област Суздаља и заузима једно за другим Москву, Владимир и Суздаљ, док његове трупе, растурене по читавој земљи, заузимају и пустоше остале градове.

## Смрт
Међутим, велики кнез Јуриј Всеволодович напушта своју престоницу, скупља војску и сусреће Татаре на реци Сити 4. марта 1238. године, али је погинуо и његова војска је уништена.
Ова је татарска најезда била од великог значаја за Русију.

## Породично стабло
|  |                          |  |  |  |  |  |  |  |  |  |  |  |  |  |  |  |
|  | 2. Всеволд III           |  |  |  |  |  |  |  |  |  |  |  |  |  |  |  |
|  |                          |  |  |  |  |  |  |  |  |  |  |  |  |  |  |  |
|  |                          |  |  |  |  |  |  |  |  |  |  |  |  |  |  |  |
|  | 1. Јуриј II Всеволодович |  |  |  |  |  |  |  |  |  |  |  |  |  |  |  |
|  |                          |  |  |  |  |  |  |  |  |  |  |  |  |  |  |  |
|  |                          |  |  |  |  |  |  |  |  |  |  |  |  |  |  |  |
|  | 3. Марија Шварновна      |  |  |  |  |  |  |  |  |  |  |  |  |  |  |  |
|  |                          |  |  |  |  |  |  |  |  |  |  |  |  |  |  |  |
|  |                          |  |  |  |  |  |  |  |  |  |  |  |  |  |  |  |